# 胡佛研究所圖書檔案館
胡佛研究所圖書檔案館是美國加州史丹福大學胡佛研究所的圖書館與檔案館。檔案館最初的收藏來自史丹福大學校友赫伯特·胡佛成為美國總統之前的檔案。

## 历史
胡佛圖書檔案館現在的收藏，以20和21世紀的世界歷史為主。檔案館現在有160萬冊藏書，6萬多個微縮影片文件，4300類約4000萬件檔案，和25000多種期刊，供學者研究使用。

## 館藏
館藏分為地區收藏與非地區收藏兩大部份。地區收藏包括：
- 非洲收藏：以1870年之後的資料為主。
- 美洲收藏：美國部份以兩次世界大戰、韓戰、越戰、美國外交政策與外交關係為主。
- 東亞收藏：以20與21世紀的中文與日文檔案為主。
- 東歐收藏：以20世紀之後的事件為主。
- 中東收藏：以20世紀的歷史、政治、經濟、軍事、政治與社會運動為主。
- 俄羅斯收藏：以20世紀的歷史、政治、政府、經濟、軍事、政治與社會運動為主。
- 西歐收藏：注重如共產主義、法西斯主義、國家社會主義的群眾運動。

### 近代中國史料
2005年3月，檔案館設立「近代中國檔案及特藏史料」，是收藏中國近代史料最多的機構之一。史料內容包括蔣介石日記、蔣經國日記、中國國民黨檔案、中華婦女聯合會檔案等。陳誠把他在江西剿共攻破中共瑞金所擄獲原始文件贈予胡佛研究所，二戰接收中國東北要員張嘉璈把他的文件也給胡佛研究所。前行政院長郝柏村、前行政院長唐飛和前監察院長王作榮也將個人文件和檔案交給檔案館收藏。
檔案館收藏近代中國個人檔案包括：
- 清朝
  - 盛宣懷
- 中國國民黨人物
  - 蔣介石日記
  - 蔣經國日記
  - 孔祥熙
  - 王作榮
  - 王昇
  - 阮毅成
  - 宋子文
  - 李宗黃
  - 吳稚暉
  - 胡世澤
  - 唐飛
  - 陳立夫
  - 陳潔如
  - 馬樹禮
  - 黃仁霖
  - 黃郛
  - 黃鎮球
  - 程天放
  - 蔡孟堅
  - 嚴立三
  - 魏鏞
- 中國共產黨人物
  - 陳獨秀
  - 彭述之
  - 林昭的日記與信件[7]
  - 李銳的日記筆記和信件[8]
- 其他名人
  - 曾琦
  - 胡適
  - 雷震
  - 殷海光
  - 魏景蒙
- 在中國的西方人物檔案
  - 史迪威
  - 魏德邁
  - 陳納德
  - 梅樂斯
  - 荷馬李
  - 熟識毛澤東的海倫·史諾（英语：Helen Foster Snow）的作品、照片與信件[9]
  - 孫中山的法律顧問林百克的日記與信件。[10]

此外，中國國民黨的檔案已經有120萬頁。

## 外部連結
- 官方网站